# ایندیپندنت نیوز اند مدیا
ایندیپندنت نیوز اند مدیا (انگلیسی: Independent News & Media) شرکت رسانه‌ای ایرلندی است، که در سال ۱۹۰۴ تأسیس شد.